# Gorki-Park

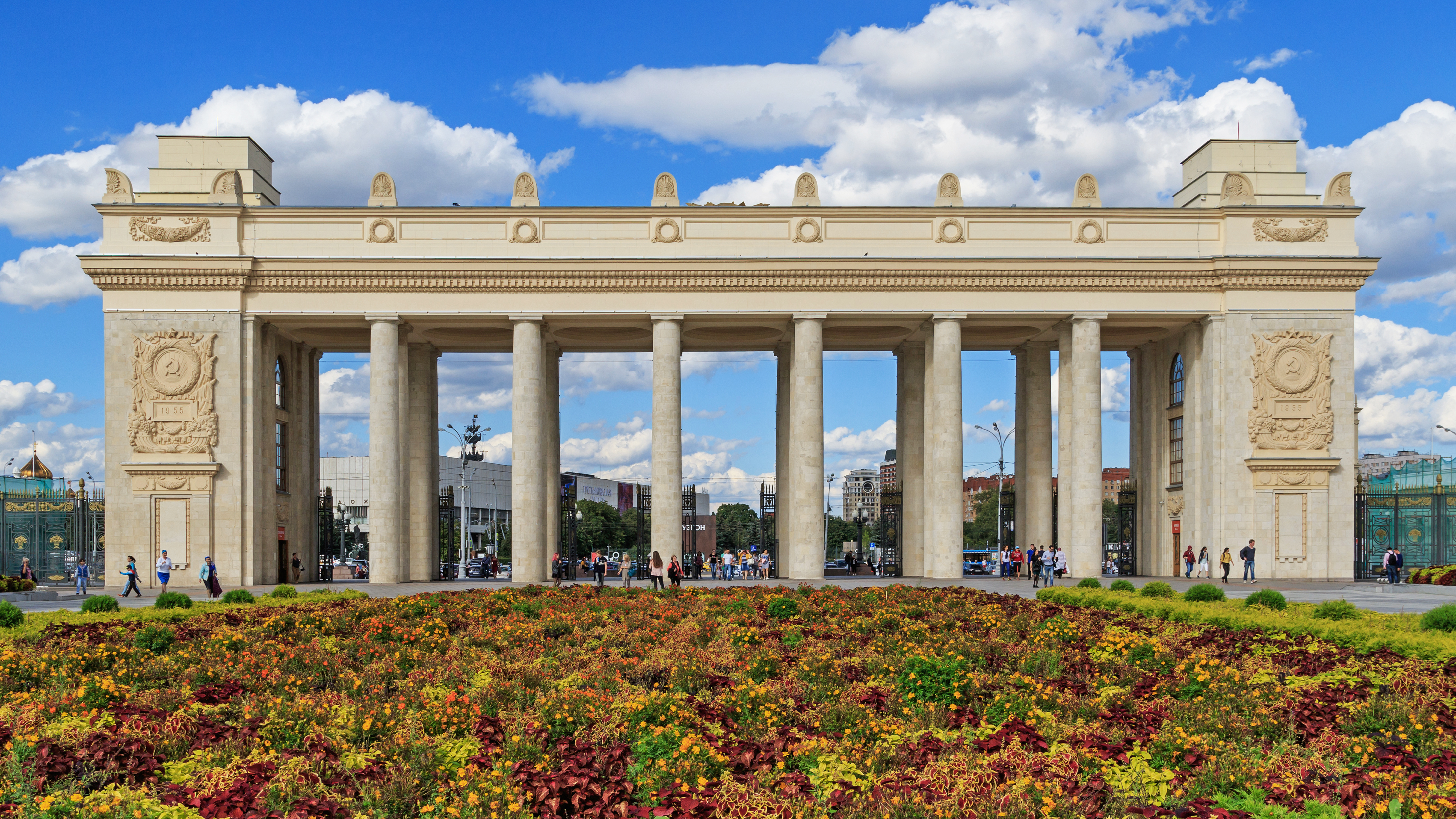
Das zentrale Eingangsportal des Gorki-Parks am Gartenring

Der Gorki-Park (russisch Центральный парк культуры и отдыха им. Максима Горького, vollständige Übersetzung: Zentraler Maxim-Gorki-Park für Kultur und Erholung) ist ein Moskauer Vergnügungspark am rechten Ufer der Moskwa, zwischen dem Gartenring und den Sperlingsbergen. Er wurde 1927 eröffnet und ist etwa 1,2 km² groß. Die erste Direktorin und künstlerische Leiterin war Betti Nikolajewna Glan.
Der Park beherbergt kleine Seen mit Bootsverleih sowie Spiel- und Sportplätze. Außerdem gibt es dort ein Veranstaltungsgelände, auf dem regelmäßig Open-Air-Konzerte veranstaltet werden. Auf dem Gelände des Parks wird der Prototyp OK-TWA des  Raumtransporters Buran ausgestellt. Es handelt sich um ein nicht-flugfähiges Testsystem, das heute als Kino genutzt wird. Im Winter werden einige Wege des Parkes zu Eisbahnen umfunktioniert.
Der Park ist unter anderem über die beiden am gegenüberliegenden Moskwa-Ufer befindlichen Metrostationen Park Kultury (Kolzewaja-Linie) und Park Kultury (Sokolnitscheskaja-Linie) zu erreichen.
Im März 2011 wurde Sergej Kapkow zum Direktor des Gorki-Parks ernannt. Er schaffte das Eintrittsgeld ab und erneuerte und modernisierte ihn nach westlichem Vorbild.

## In den Medien
Der nach dem Schriftsteller Maxim Gorki benannte Park fand auch Erwähnung im Lied Wind of Change der Band Scorpions („I follow the Moskva, down to Gorky Park …“). Er ist ferner namensgebend für das Buch Gorky Park des Schriftstellers Martin Cruz Smith und dem darauf basierenden gleichnamigen Spielfilm.

## Ehemalige Achterbahnen
| Name             | Typ                          | Hersteller  | Eröffnung         | Schließung        |
| ---------------- | ---------------------------- | ----------- | ----------------- | ----------------- |
| Alpenblitz       | Powered Coaster              | Schwarzkopf | unbekannt         | 2007 oder früher  |
| Euro-Star        | Inverted Coaster             | Intamin     | 2008              | 2011              |
| Fiesta Express   | Familienachterbahn           | Zamperla    | 2007 oder früher  | 2011              |
| Jet Star 2       | Stahlachterbahn              | Schwarzkopf | unbekannt         | unbekannt         |
| Roller Coaster   | Stahlachterbahn              | Pax Company | 1992              | zw. 2004 und 2007 |
| Silber Mine      | Stahlachterbahn              | S.D.C.      | 2000 oder früher  | 2011              |
| Twister Coaster  | Wilde Maus, Spinning Coaster | Zamperla    | zw. 2005 und 2007 | 2011              |
| Wacky Worm       | Stahlachterbahn              | unbekannt   | 2007 oder früher  | unbekannt         |
| unbekannter Name | Stahlachterbahn              | Pinfari     | 2007 oder früher  | unbekannt         |

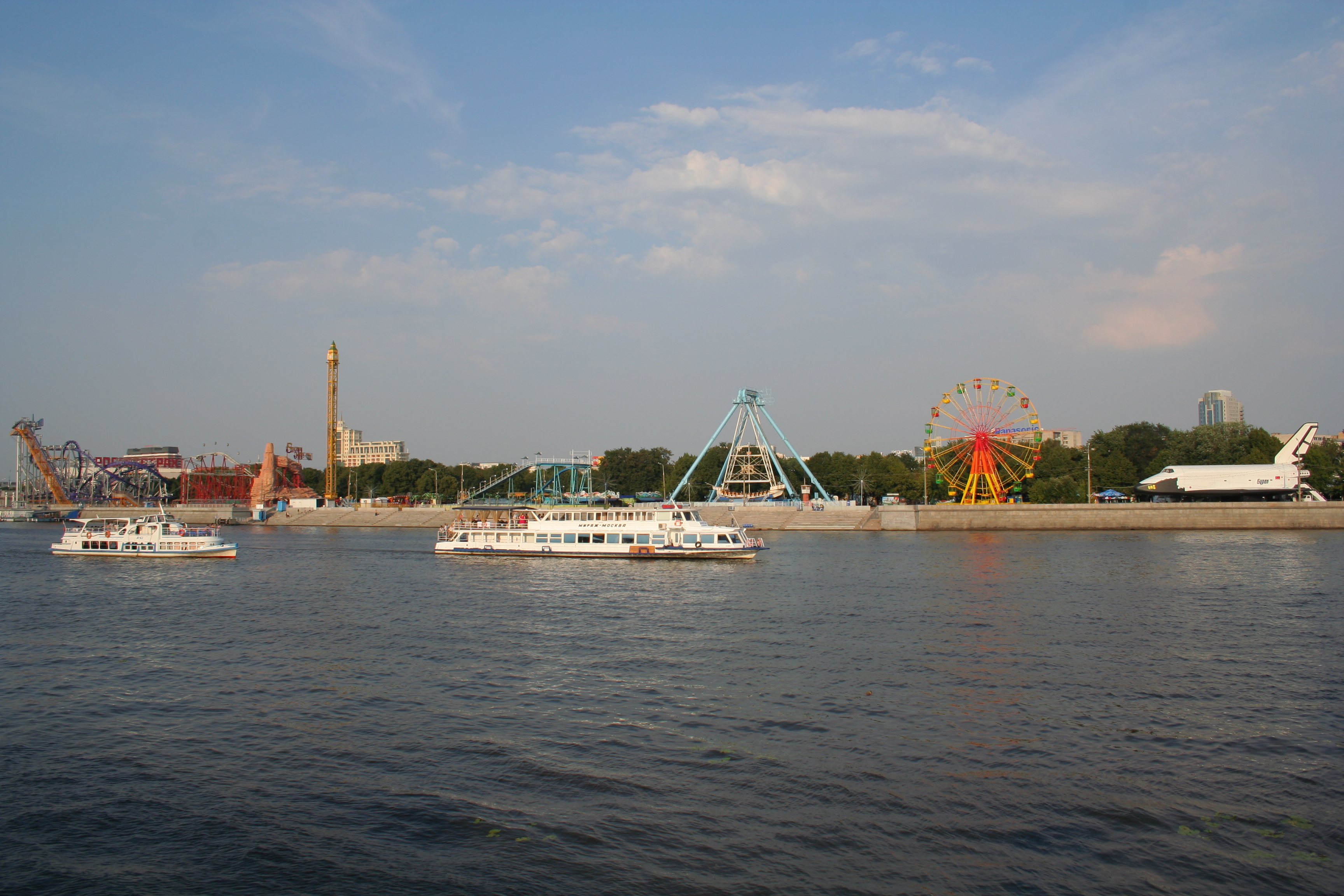
Blick auf den Park von der anderen Flussseite
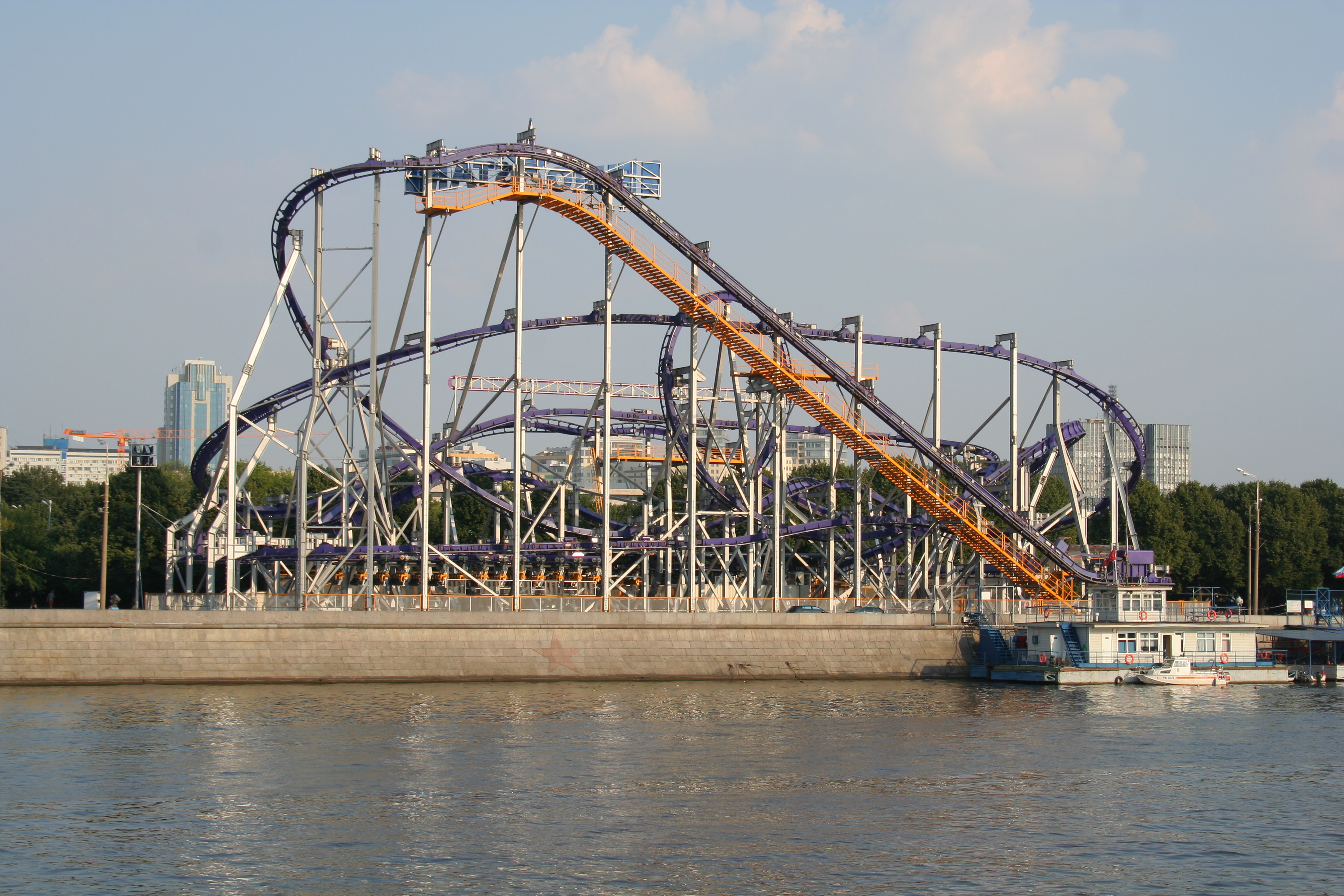
Die große Achterbahn bis 2011, der ehemalige Euro-Star
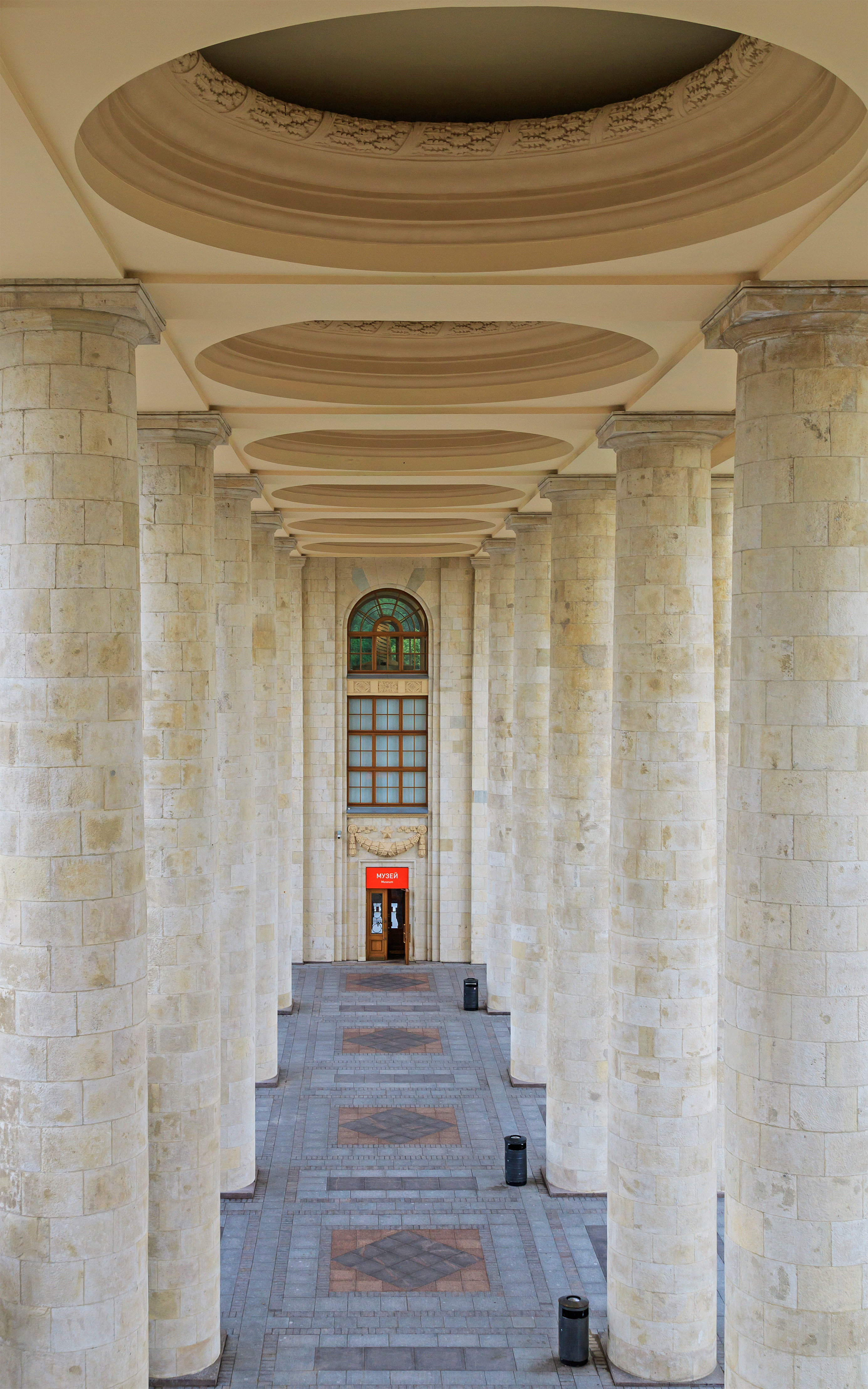
Innenansicht der Kolonnade des zentralen Eingangsportals
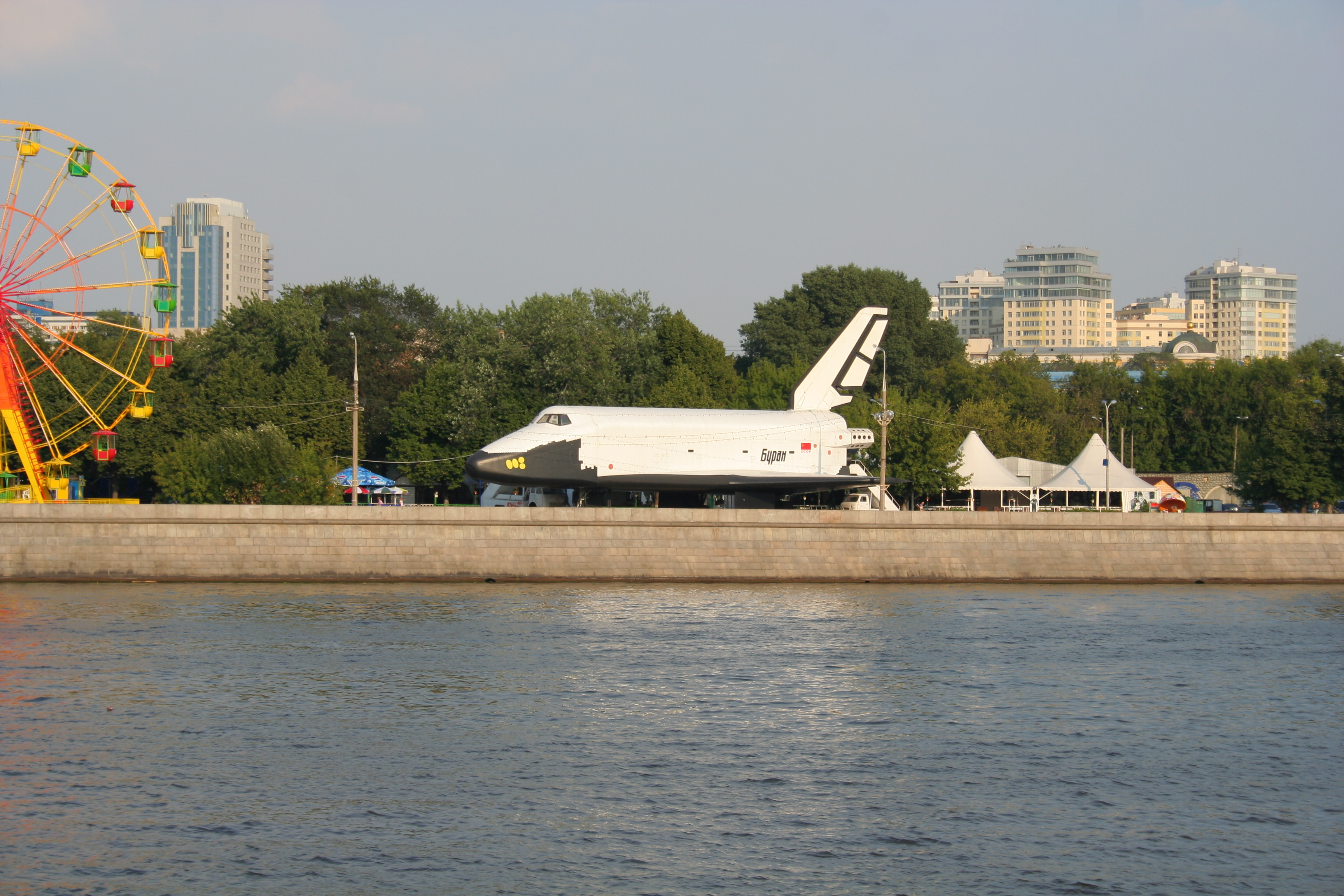
Der Buran-Prototyp ist im Sommer 2014 in die WDNCh umgezogen.
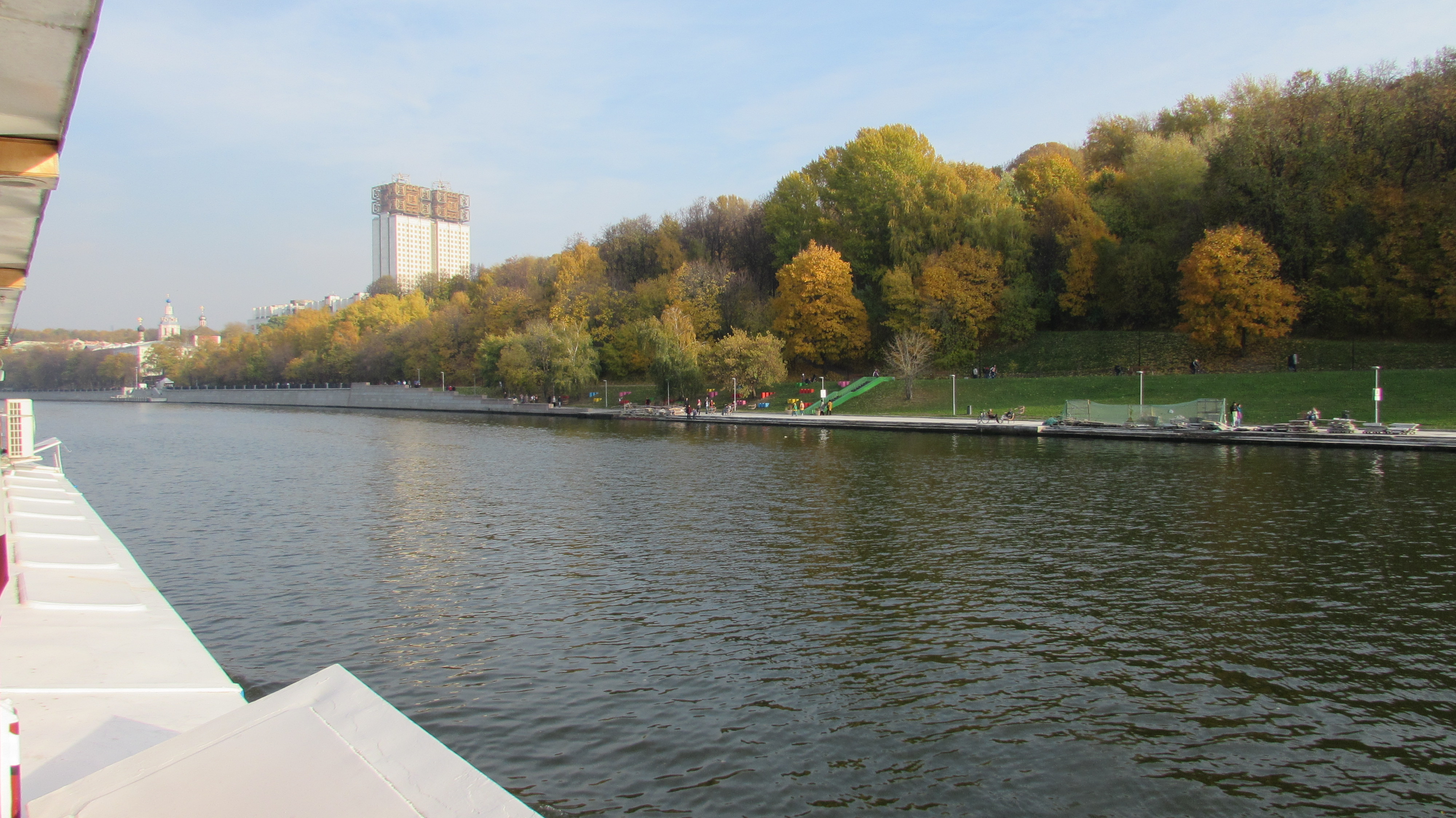
Der Park von der Moskwa gesehen
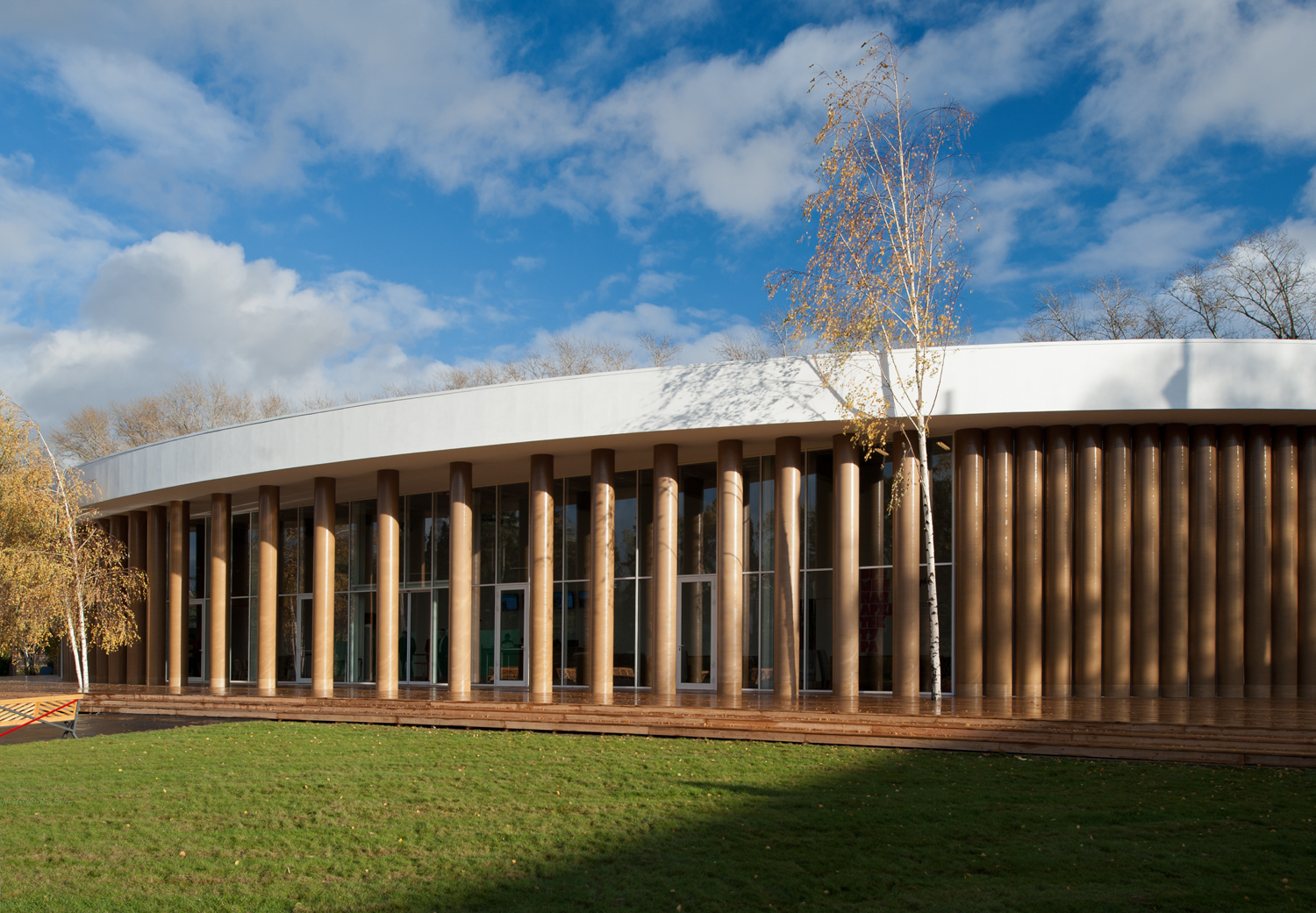
Das Museum Art Garage